# 衞藤隆
衞藤 隆（えとう たかし、1950年 - ）は、日本の医学者、小児科医。東京大学名誉教授。大阪教育大学学校安全推進センター共同研究員。専門分野は母子保健学、健康教育学、学校保健学、小児科学。医学博士（東京大学、1987年）。第3期から第7期の中央教育審議会委員。第20期日本学術会議連携会員、第21期連携会員、第23期連携会員。日本セーフティプロモーション学会理事長、公益財団法人日本学校保健会常務理事、社会福祉法人恩賜財団母子愛育会理事、学校法人愛育学園評議員を務める。日本健康教育学会名誉会員、日本小児保健協会名誉会長（元会長・理事）、一般社団法人日本学校保健学会名誉会員。過去には東京大学、和洋女子大学、徳島大学、東邦大学、愛知教育大学、お茶の水女子大学、山梨大学、京都大学、帝京大学、日本大学、埼玉大学、実践女子大学の非常勤講師を務め、また放送大学、杏林大学および大阪教育大学客員教授、国立台北教育大学兼任教授を務め、学校法人香川栄養学園（女子栄養大学他）保健センター所長を務めた。現在の主な研究は、小児の事故防止対策とセーフティプロモーション、学校における健康診断など。医師としての基盤を持ちながら、教育や学校保健、乳幼児保健の領域での活動を政府や民間の委員会等に属しながら行っている。

## 略歴
東京都練馬区小竹町に生まれ、1歳より東京都杉並区神明町（現・南荻窪二丁目）にて育つ。杉並区立荻窪小学校、東京学芸大学附属小金井中学校、同附属高等学校を経て、1968年に東京大学教養学部理科2類入学。入学後まもなく東大闘争を体験する。
1972年医学部保健学科卒業後、同医学部医学科に学士入学し1976年卒業。医師国家試験合格。小児科医となり、東京大学医学部附属病院、静岡県厚生農業協同組合連合会遠州総合病院、郵政省東京逓信病院小児科を歴任する。
1981年、東京大学医学部附属病院助手。小児科肝臓グループに属し、B型肝炎ウイルスの母子感染防止等の研究と診療を行う。1986年，国立公衆衛生院母性小児衛生学部（後に、母子保健学部と改称）に乳幼児衛生室長として転任し、母子保健に関する研究生活を送る。1987年、「垂直感染によりB型肝炎ウイルスキャリアーとなった小児の自然経過について」で東京大学から医学博士を取得。その後、学校衛生室長に配置換、母子保健学部に改称の際、青少年保健室長に就任。途中、1990年4月から1年間、家族と共にアメリカ合衆国に渡り、フィラデルフィアのフォックス・チェイスがんセンター(Fox Chase Cancer Center)集団科学部にて客員研究員として肝がんに関する研究を行う。1995年より東京大学教授（教育学部身体教育学コース・健康教育学分野）。2006年4月より2008年3月まで東京大学教育学部附属中等教育学校長を兼務した。2009年4月より1年間、東京大学大学院教育学研究科附属バリアフリー教育開発研究センターのセンター長を兼務した。2010年3月、任期満了により東京大学を退職。同年4月より社会福祉法人恩賜財団母子愛育会　日本子ども家庭総合研究所母子保健研究部長。同年6月、東京大学名誉教授。同年10月、日本子ども家庭総合研究所副所長。2012年4月、同所長、大阪教育大学客員教授（非常勤、2020年3月まで）。2015年3月、恩賜財団母子愛育会退職。日本子ども家庭総合研究所名誉所長。現在、都内の診療所にて非常勤医師として診療を行うと共に文部科学省、厚生労働省、環境省、こども家庭庁の委員、日本学校保健会、恩賜財団母子愛育会の理事を務めている。

## 著書

### 共著
- 衞藤隆、田中哲郎ほか 編著『最新Ｑ＆Ａ教師のための救急百科　第２版第2刷』大修館書店、東京、2021、ISBN 978-4-469-26837-9
- 鈴木隆雄、衞藤隆編『からだの年齢事典』初版、朝倉書店、東京、2008、ISBN 978-4-254-30093-2
- 衞藤隆、植田誠治編『学校保健マニュアル』第10版、南山堂、東京、2022、ISBN 978-4-525-18460-5
- 日本セーフティプロモーション学会編『セーフティプロモーション—安全・安心を創る科学と実践−』改定版、晃洋書房，京都，2023、ISBN 978-4-771-03770-0
- 五十嵐隆、中林正雄、竹田省編『母子保健マニュアル』改訂8版、南山堂、東京、2023、ISBN 978-4-525-18448-3
- 大津一義、他著『たのしいほけん 3・4年』、教科書番号：保健302、大日本図書、東京、2019年2月検定済、ISBN 978-4-477-03128-6
- 大津一義、他著『たのしいほけん 5・6年』、教科書番号：保健502、大日本図書、東京、2019年2月検定済、ISBN 978-4-477-03129-3
- 友添秀則、衞藤隆他著『最新 中学校保健体育』、教科書番号：保体703、大修館書店、2020年2月検定済、ISBN 978-4-469-66301-3
- 衞藤隆、友添秀則他著『現代 高等保健体育』、教科書番号：保体701、大修館書店、2021年3月検定済、ISBN 978-4-469-66319-8